# Carla Carolina Pimentel
Carla Carolina Pimentel ist eine US-amerikanische Schauspielerin, Maskenbildnerin und Model.

## Leben
Pimentel ist lateinamerikanisch-hispanischer Herkunft. Sie besuchte die University of Miami im US-Bundesstaat Florida, wo sie den Bachelor of Science in Kommunikationswissenschaften erwarb. Sie zog später nach Tschechien, wo sie ihren Master-Abschluss in Filmregie erhielt. Während dieser Zeit, um 2010 bis 2012, wirkte sie an einigen Kurzfilmen als Maskenbildnerin mit. 2017 übernahm sie in der deutschen Filmproduktion Skybound die Rolle der Roxy, als eine von fünf Freunden, die während eines Fluges in einem Privatjet Opfer einer Geiselnahme werden.
2021 war sie für die Kamera und Produktion des Musikvideos zum Lied Extrañando Caracas der Musikgruppe Drei Tortugas zuständig. Im selben Jahr produzierte sie für den Sänger Christopher Kenji das Musikvideo zum Lied Summer Fog. Die 1,65 m große Pimentel ist außerdem als Model tätig.

## Filmografie

### Schauspiel
- 2017: Skybound

### Maske
- 2011: The Forest, Trees Without Birds, and the Rain (Kurzfilm)
- 2011: Magda and Her Ring (Kurzfilm)
- 2012: The End (Konec) (Kurzfilm)
- 2012: Anna, Dear (Kurzfilm)